# Луций Витразий Фламинин
Луций Витразий Фламинин (лат. Lucius Vitrasius Flamininus) — римский политический деятель начала II века.
По всей видимости, Луций происходил из кампанского города Калы. В 122 году Фламинин занимал должность консула-суффекта. В 137/138 году он находился на посту проконсула провинции Африка. Из одной надписи, которая сообщала, что Фламинин был легатом пропретором Транспаданской Италии делается вывод, что он входил в состав коллегии из четырёх консуляров, которых император Адриан поставил во главе италийских регионов. Несомненно, Луций был наместником Верхней Мёзии.